# 구마가야 연쇄 살인 사건
구마가야 연쇄 살인 사건(일본어: 熊谷連続殺人事件)은 2015년 9월 14일과 16일 총 2일에 걸쳐 일본 사이타마현 구마가야시에서 소관의 사이타마현 경찰 구마가야 경찰서에서 탈주한 페루인 남성 바이론 조나단 나카다 루데냐(Vayron Jonathan Nakada Ludeña, ナカダ・ルデナ・バイロン・ジョナタン)가 초등학생 여아 2명을 포함한 주민 남녀 6명을 잇따라 살해한 연쇄살인 사건이다. 지방재판소에서 사형 판결이 내려졌으나 상소심에서 정신분열병에 의한 심신미약이 인정되어 무기징역형 판결이 내려지고 확정되었다.

## 사건
2015년 9월 13일 정오경, 전날까지 군마현 이세자키시의 공장에서 파견 사원으로 근무하던 페루인 남성 나카다 루데냐는 구마가야시 내의 한 민가 정원에 침입하여 주민에게 어눌한 일본어로 경찰을 불러달라고 요청했다. 안내된 구마가야 경찰서에서 이상행동을 보이던 남성은 개인 소지품을 놓아 둔 채 갑자기 탈주하여 실종되었다. 같은 날 저녁 이 남성으로 추정되는 외국인이 민가에 침입했다가 도망쳤다는 복수의 신고가 들어왔다.
다음날 14일 저녁 구마가야시 미하라마치의 주택에서 50대 부부가 살해당했다(제1사건). 16일에는 이시하라의 주택에서 독신 80대 여성이 살해되었고(제2사건), 같은 날 이로부터 80m 정도 떨어진 주택에서 40대 어머니와 두 딸(각각 7세, 10세)가 살해당했다(제3사건). 제2사건은 16시 50분 경찰에 확인되었고, 제2사건의 청취 수사를 위해 17시 14분쯤 경찰관이 방문한 주택에서 나카다 루데냐가 제3사건을 일으킨 채 양손에 식칼을 들고 발견되었다. 곧 남성은 투신자살을 시도하였다가 의식을 잃고 신병 확보되었고 병원으로 옮겨졌다.

## 수사 및 재판
의식불명에 빠져 있던 남성은 9월 24일 의식을 회복하여 10월 8일 퇴원 직후 제1사건에 대한 살인 피의자로 체포되었고, 11월 4일 제2사건, 11월 25일 제3사건 피의자로 체포되었다. 남성은 모든 혐의를 부인했다.
2018년 1월 26일 사이타마 지방법원에서 첫 공판이 열렸고 재판에서는 피고인의 형사책임능력 유무가 주요한 쟁점이 되었다. 피고인은 수사와 재판 과정 내내 불가해한 행동과 발언을 반복하였으며 묻는 말에 거의 대답하지 않는 등 비협조적인 반응을 보였다. 2018년 2월 19일 검찰 측이 사형을 구형했고 2018년 3월 9일 사이타마 지방법원은 판결 공판에서 구형대로 사형을 판결하였다.
피고 측 변호인이 같은 날 항소하여 2019년 6월 10일 도쿄 고등법원에서 항소심 첫 공판이 열렸다. 2019년 12월 5일 항소심 판결 공판에서 도쿄 고등법원은 1심의 사형 판결을 파기하고 무기징역을 선고했다. 판결 이유로는 "피고인이 망상 속에서 피해자를 '추적자'로 착각하여 살해했을 가능성이 있다"며 "심신상실이라고는 할 수 없으나 완전한 책임능력을 인정한 1심 판결은 적절치 않다"며 심신미약을 인정했다. 피고 측 변호인은 심신상실을 인정하지 않은 항소심 판결에 불복하여 2019년 12월 8일 대법원에 상고했고, 2020년 9월 9일 대법원이 상고를 기각하여 무기징역 판결이 확정되었다.
사건으로 아내와 초등학생 딸 2명을 잃은 유족 남성은 2018년 9월 14일 사이타마현 경찰의 직무집행법 위반을 주장하여 국가배상청구소송을 사이타마 지방법원에 제소했으나 2022년 4월 18일 청구가 기각되었다.

## 범인
범행인 바이론 조나단 나카다 루데냐의 친형인 페드로 파블로 나카다 루데냐는 페루에서 25명을 살해하고 징역 35년형을 선고받은 페루 사상 최대의 연쇄살인범이다. 형제의 본래 성씨는 루데냐이지만 일본계로 위장하기 위해 2003년 개명하여 일본식 성씨인 "나카다"를 앞에 붙였다.

## 같이 보기
- 페드로 파블로 나카다 루데냐
- 묻지마 살인
- 구마가야 남녀 4명 살상 사건
- 오케가와 스토커 살인 사건